# Sezon 2016/2017 w klubowej europejskiej piłce siatkowej mężczyzn
Sezon 2016/2017 w klubowej europejskiej piłce siatkowej mężczyzn obejmuje rozgrywki o mistrzostwo, puchar i superpuchar państw, których federacje zrzeszone są w Europejskiej Konfederacji Piłki Siatkowej (CEV) oraz puchary europejskie. W Andorze, Liechtensteinie, Monako i San Marino nie odbyły się żadne oficjalne seniorskie rozgrywki klubowe.

## Rozgrywki klubowe
obroniony tytuł z poprzedniego sezonu

### Międzynarodowe
| Rozgrywki        | Zwycięzca           | Zwycięzca |
| ---------------- | ------------------- | --------- |
| Liga Mistrzów    | Zenit Kazań         | (więcej)  |
| Puchar CEV       | Tours VB            | (więcej)  |
| Puchar Challenge | Fakieł Nowy Urengoj | (więcej)  |

### Regionalne
| Rozgrywki     | Mistrzostwo        | Mistrzostwo |
| ------------- | ------------------ | ----------- |
| BVA           | Galatasaray        | (więcej)    |
| MEVZA         | ACH Volley Lublana | (więcej)    |
| NEVZA         | Falkenbergs VBK    | (więcej)    |
| Liga bałtycka | Rakvere VK         | (więcej)    |

### Krajowe
| Państwo              | Rozgrywki ligowe                  | Rozgrywki ligowe | Zdobywca pucharu                   | Zdobywca pucharu | Zdobywca superpucharu             |
| -------------------- | --------------------------------- | ---------------- | ---------------------------------- | ---------------- | --------------------------------- |
| Albania              | Vllaznia Szkodra                  |                  | Partizani Tirana                   |                  |                                   |
| Anglia               | IBB Polonia London                |                  | IBB Polonia London                 |                  |                                   |
| Armenia              | FIMA Erywań                       | (więcej)         | FIMA Erywań                        | (więcej)         |                                   |
| Austria              | Hypo Tirol Volleyballteam         | (więcej)         | VCA Amstetten NÖ/hotVolleys        |                  |                                   |
| Azerbejdżan          | Lokomotiv Baku                    |                  |                                    |                  |                                   |
| Belgia               | Knack Roeselare                   | (więcej)         | Knack Roeselare                    |                  | Noliko Maaseik                    |
| Białoruś             | Szachcior Soligorsk               |                  | Stroitiel Mińsk                    |                  |                                   |
| Bośnia i Hercegowina | OK Mladost Brčko                  |                  | OK Mladost Brčko                   |                  |                                   |
| Bułgaria             | Neftochimik 2010 Burgas           |                  | Dobrudża 07 Dobricz                |                  | Neftochimik 2010 Burgas           |
| Chorwacja            | OK Mladost Ribola Kaštela         |                  | HAOK Mladost Zagrzeb               |                  | HAOK Mladost Zagrzeb              |
| Cypr                 | Omonia Nikozja                    |                  | Pafiakos Pafos                     |                  | Omonia Nikozja                    |
| Czarnogóra           | Jedinstvo Bemax Bijelo Polje      |                  | Jedinstvo Bemax Bijelo Polje       |                  |                                   |
| Czechy               | VK Jihostroj České Budějovice     |                  | Kladno volejbal.cz                 |                  |                                   |
| Dania                | Marienlyst Odense                 |                  | Gentofte Volley                    |                  |                                   |
| Estonia              | Selver Tallinn                    |                  | Pärnu VK                           |                  |                                   |
| Finlandia            | Vammalan Lentopallo               |                  | Vammalan Lentopallo                |                  |                                   |
| Francja              | Chaumont VB 52 Haute-Marne        |                  | GFCO Ajaccio                       |                  | GFCO Ajaccio                      |
| Gibraltar            | Balban Electric                   |                  |                                    |                  |                                   |
| Grecja               | PAOK                              |                  | Olympiakos SFP                     |                  |                                   |
| Grenlandia           | AVI Maniitsoq                     |                  |                                    |                  |                                   |
| Gruzja               | Kutaisi                           |                  |                                    |                  |                                   |
| Hiszpania            | CV Ca'n Ventura Palma             |                  | CV Ca'n Ventura Palma              |                  | CV Teruel                         |
| Holandia             | Abiant Lycurgus Groningen         |                  | Seesing Personeel Orion Doetinchem |                  | Abiant Lycurgus Groningen         |
| Irlandia             | Ballymun Patriots                 |                  | Tallaght Rockets                   |                  |                                   |
| Irlandia Północna    | PVC Eagles                        |                  | Ballymoney Blaze                   |                  |                                   |
| Islandia             | HK                                |                  | Afturelding                        |                  |                                   |
| Izrael               | Maccabi Tel Awiw                  |                  | Hapoel Matte Aszer                 |                  |                                   |
| Kosowo               | KV Luboteni                       |                  | KV Luboteni                        |                  |                                   |
| Litwa                | Vilniaus Kolegija/Flamingo Volley |                  | Elga-Master Idea SM Dubysa         |                  | Vilniaus Kolegija/Flamingo Volley |
| Luksemburg           | VC Strassen                       |                  | VC Fentange                        |                  |                                   |
| Łotwa                | RTU Robežsardze                   |                  | SK Jēkabpils Lūši                  |                  |                                   |
| Macedonia            | OK Strumica                       |                  | OK Strumica                        |                  |                                   |
| Malta                | Valletta Mapei                    |                  |                                    |                  | Valletta Mapei                    |
| Mołdawia             | Dinamo MAI Kiszyniów              |                  |                                    |                  |                                   |
| Niemcy               | Berlin Recycling Volleys          | (więcej)         | VfB Friedrichshafen                |                  | VfB Friedrichshafen               |
| Norwegia             | Førde VBK                         |                  | BK Tromsø                          |                  |                                   |
| Polska               | ZAKSA Kędzierzyn-Koźle            | (więcej)         | ZAKSA Kędzierzyn-Koźle             | (więcej)         |                                   |
| Portugalia           | SL Benfica                        |                  | SC Espinho                         |                  | SL Benfica                        |
| Rosja                | Zenit Kazań                       |                  | Zenit Kazań                        |                  | Zenit Kazań                       |
| Rumunia              | ACS Volei Municipal Zalău         |                  | CS Arcada Galați                   |                  |                                   |
| Serbia               | Vojvodina NS seme Nowy Sad        |                  | Novi Pazar                         |                  | Crvena zvezda Belgrad             |
| Słowacja             | VKP Bystrina SPU Nitra            |                  | VK Mirad PU Prešov                 |                  |                                   |
| Słowenia             | ACH Volley Lublana                |                  | Calcit Kamnik                      |                  |                                   |
| Szkocja              | City of Glasgow Ragazzi           |                  | City of Glasgow Ragazzi            |                  |                                   |
| Szwajcaria           | Volley Amriswil                   |                  | Volley Amriswil                    |                  | Volley Amriswil                   |
| Szwecja              | Linköpings VC                     |                  |                                    |                  |                                   |
| Turcja               | Halkbank                          |                  | Fenerbahçe                         |                  |                                   |
| Ukraina              | Łokomotyw Charków                 |                  | Barkom-Każany Lwów                 |                  | Barkom-Każany Lwów                |
| Walia                | Cardiff University                |                  |                                    |                  |                                   |
| Węgry                | Fino Kaposvár SE                  |                  | Openhouse Szolnoki RKSI            |                  |                                   |
| Włochy               | Cucine Lube Civitanova            |                  | Cucine Lube Civitanova             |                  | Azimut Modena                     |
| Wyspy Owcze          | SÍ                                |                  | Fleyr                              |                  |                                   |